# سعيد الغافري
سعيد الغافري (مواليد 7 يوليو 1996، لاعب كرة قدم إماراتي يجيد اللعب في الهجوم.
مثل نادي الإمارات ونادي الرمس ونادي التعاون.